# Aboën
Aboën là một xã của tỉnh Loire miền trung nước Pháp.